# Luiz Marques (político)
Luís Gonzaga Nogueira Marques (Tauá, 7 de julho de 1937) é um engenheiro civil e político brasileiro que foi deputado federal pelo Ceará.

## Dados biográficos
Filho de Joel Marques e Maria Alexandrino Nogueira Marques. Formado em Engenharia Civil em 1962 à Universidade Federal do Ceará, trabalhou no departamento de obras vinculado à reitoria da instituição até ingressar na iniciativa privada um ano depois. Após trabalhar no Departamento Nacional de Obras de Saneamento (DNOS), foi chamado a trabalhar na Secretaria de Viação e Obras Públicas do Ceará no primeiro governo Virgílio Távora ocupando diferentes cargos de direção na mesma na gestão deste e na de Plácido Castelo. Durante o governo Adauto Bezerra foi superintendente de Obras Públicas e depois foi nomeado prefeito de Fortaleza pelo governador Valdemar Alcântara em 1978 em substituição a Evandro Ayres de Moura. Com o retorno de Virgílio Távora ao poder no ano seguinte, voltou a ocupar cargos em diferentes autarquias do estado.
Eleito deputado federal pelo PFL em 1986, participou da elaboração da Constituição de 1988, embora tenha renunciado ao mandato em favor de Flávio Marcílio em 1990 a fim de assumir a direção-geral do Departamento Nacional de Obras Contra as Secas após escolha do presidente Fernando Collor de Mello. Desde então não disputou mais eleições. Em 2008 tornou-se um dos provedores da Santa Casa de Misericórdia de Fortaleza e cinco anos antes compôs a equipe responsável pela reforma no Palácio da Abolição.